# Eleição para o Senado federal pela Geórgia em 2010
A eleição para o senado do estado americano da Geórgia em 2010 aconteceu no dia 2 de novembro de 2010. O senador republicano Johnny Isakson foi reeleito para um segundo mandato.

## Primária Democrata
| Primária Democrata | Primária Democrata | Primária Democrata | Primária Democrata | Primária Democrata | Primária Democrata |
| Partido            | Candidato          | Votos              | %                  |                    |                    |
| Democrata          | Michael Thurmond   | 297.226            | 84,3%              |                    |                    |
| Democrata          | R.J. Hadley        | 55.159             | 15,7%              |                    |                    |
| Total              | Total              | 352.385            | 100%               |                    |                    |
| ------------------ | ------------------ | ------------------ | ------------------ | ------------------ | ------------------ |

## Primária Republicana
| Primária Republicana | Primária Republicana | Primária Republicana | Primária Republicana | Primária Republicana | Primária Republicana |
| Partido              | Candidato            | Votos                | %                    |                      |                      |
| Republicano          | Johnny Isakson       | 558.298              | 100%                 |                      |                      |
| Total                | Total                | 558.298              | 100%                 |                      |                      |
| -------------------- | -------------------- | -------------------- | -------------------- | -------------------- | -------------------- |

## Eleição Geral

### Candidatos
- Johnny Isakson
- Mike Thurmond

### Debates
- 24 de outubro de 2010

### Fundos
| Candidato (Partido)                | Receitas   | Desembolsos | Dinheiro na mão | Dívida |
| ---------------------------------- | ---------- | ----------- | --------------- | ------ |
| Johnny Isakson (R)                 | $5,943,285 | $5,650,138  | $2,588,284      | $0     |
| Michael Thurmond (D)               | $288,666   | $202,610    | $86,055         | $5,220 |
| Fonte: Federal Election Commission |            |             |                 |        |

### Resultado
| Eleição para o senado da Geórgia em 2010 | Eleição para o senado da Geórgia em 2010 | Eleição para o senado da Geórgia em 2010 | Eleição para o senado da Geórgia em 2010 | Eleição para o senado da Geórgia em 2010 | Eleição para o senado da Geórgia em 2010 |
| Partido                                  | Candidato                                | Votos                                    | %                                        |                                          |                                          |
| Republicano                              | Johnny Isakson                           | 1.462.823                                |                                          |                                          |                                          |
| Democrata                                | Mike Thurmond                            | 986.338                                  |                                          |                                          |                                          |
| Total                                    | Total                                    | 2.449.161                                |                                          |                                          |                                          |
| ---------------------------------------- | ---------------------------------------- | ---------------------------------------- | ---------------------------------------- | ---------------------------------------- | ---------------------------------------- |